# Port lotniczy St. George
Port lotniczy St. George (IATA: SGU, ICAO: KDXZ) – port lotniczy położony w mieście St. George, w stanie Utah, w Stanach Zjednoczonych.